# Епархия Казерты
Епархия Казерты (лат. Dioecesis Casertana, итал. Diocesi di Caserta) — епархия Римско-католической церкви в составе митрополии Неаполя, входящей в церковную область Кампании. В настоящее время епархией управляет епископ Джованни Д’Ализе.

## История
Уже в XII веке христианство появилось в муниципии Казерта.

## Ординарии
...
- Никола Филомарино (3 августа 1767 — 4 сентября 1781);
- Доменико Пиньятелли ди Бельмонте (5 февраля 1782 — 29 марта 1802);
  - вакантно (1802 — 1805);
- Винченцо Рогадеи (26 июня 1805 — 15 марта 1816);

...
- Джованни Д’Ализе с 21 марта 2014